# Ties That Bind
Ties That Bind è un singolo del gruppo musicale statunitense Alter Bridge, il terzo estratto dal secondo album in studio Blackbird e pubblicato il 21 gennaio 2008.

## La canzone
La canzone è stata scritta nel bel mezzo della fase più acuta del conflitto tra Alter Bridge e Wind-up Records, e del conseguente passaggio del gruppo alla nuova etichetta, la Universal Republic. Il cantante Myles Kennedy ha sostenuto che il testo riguarda una persona che si sente in trappola, schiava di un destino dal quale si vuole liberare a tutti i costi.
Musicalmente, si tratta di uno dei pezzi più rabbiosi dell'album e tra quelli che meglio rappresentano il nuovo sound degli Alter Bridge, caratterizzato da melodie più dure e tendenti all'heavy metal rispetto a quelle contenute nell'album precedente, One Day Remains del 2004.

## Video musicale
Il videoclip è stato girato durante un'esibizione della band a Dallas, in Texas, il 30 ottobre 2007.

## Tracce
Download digitale, CD promozionale (Regno Unito)
1. Ties That Bind – 3:19

CD singolo (Regno Unito), 7" (Regno Unito)
1. Ties That Bind – 3:19
2. The Damage Done – 3:46

## Formazione
Gruppo
- Myles Kennedy – voce, chitarra
- Mark Tremonti – chitarra, cori
- Brian Marshall – basso
- Scott Phillips – batteria

Produzione
- Michael "Elvis" Baskette – produzione
- Dave Holdredge – ingegneria del suono
- Jeff Moll – assistenza tecnica
- Brian Sperber – missaggio
- Brian "Big Bass" Gardner – mastering
- Daniel Tremonti – copertina

## Classifiche
| Classifica (2008)          | Posizione massima |
| -------------------------- | ----------------- |
| Regno Unito (rock & metal) | 3                 |